# Журавлина (пам'ятка природи)
Журавлина — ботанічна пам'ятка природи місцевого значення. Об'єкт розташований на території Надвінянського району Івано-Франківської області, Річанське лісництво, квартал 30, виділ 7.
Площа — 2,0000 га, статус отриманий у 1993 році.